# Egidio Dabbeni
Egidio Dabbeni (Fiumicello, 12 febbraio 1873 – Brescia, 1964) è stato un ingegnere e architetto italiano.

## Biografia
Laureatosi in ingegneria civile a Padova nel 1896, nel 1898 realizzò la prima costruzione civile in cemento armato, in stile eclettico con decorazioni liberty.
Nel 1904 conseguì a Roma la laurea in architettura.
Nel 1925 ricostruisce l'ala orientale del Palazzo delle Mercanzie in stile neorinascimentale.
Negli anni venti suo figlio Mario partecipò alla realizzazione di piazza della Vittoria a Brescia; in tale progetto disegnò l'Albergo Vittoria.
Collaborò in Francia con Raoul Jourde alla costruzione di Parc Lescure, stadio di Bordeaux interamente coperto (1933-35).
Tra le altre sue realizzazioni si annoverano: Villa Beretta a Gardone Val Trompia, la propria villa di famiglia a Bovegno, villa Gussalli a Brescia, Casa Capretti, Casa Migliorati, Palazzo Bertolotti di Viale Venezia e Palazzi Pisa di Via Solferino è Corso Magenta sempre a Brescia, la chiesa Santa Maria Immacolata a Brescia e la cappella della famiglia Comini-Seccamani nel cimitero di Brescia.
Il Comune di Brescia gli ha dedicato una via nella zona nord della città, a Mompiano.